# Anmälningsplikt
Anmälningsplikt innebär att man är skyldig med straffansvar att kontakta polis (eller sociala myndigheter då det gäller barn under 18 år) då ett brott uppstår. Det behöver inte bara gälla då själva brottet uppstår utan det kan gälla då en misstanke kring ett brott uppstår (en människa med återkommande blåmärken på kroppen och liknande).

## Orosanmälan för barn som far illa
Socialtjänstlagen (14 kap. 1 c §) säger att var och en som får kännedom om eller misstänker att ett barn far illa bör anmäla till socialtjänsten. Det kan till exempel handla om fysiskt eller psykiskt våld, sexuella övergrepp, hot, kränkningar eller försummelse. Barn som far illa av eget beteende såsom missbruk, kriminalitet eller självdestruktivt beteende omfattas också.
Vissa myndigheter och yrkesverksamma är skyldiga att genast göra en orosanmälan vid misstanke. Bland dessa ingår myndigheter vars verksamhet berör barn och ungdom (till exempel förskola och skola), andra myndigheter inom hälso- och sjukvård, annan rättspsykiatrisk undersökningsverksamhet, socialtjänst, kriminalvård, polisen och säkerhetspolisen. Anmälningsplikten omfattar också yrkesutövare inom enskilda verksamheter, till exempel friskolor och privata vårdcentraler, men inte ideella organisationer som BRIS eller Rädda barnen.
Anmälningsplikten är personlig, vilket innebär att den som får information som föranleder en misstanke eller kännedom om att ett barn far illa, har ett personligt ansvar att anmälan görs. Anmälningsskyldigheten är absolut, vilket innebär att situationen inte får bli föremål för ett överväganden av den anmälningsskyldige själv. Om uppgifterna är svåra att bedöma eller bestyrka ska en anmälan ändå göras och det är upp till socialtjänsten att utreda ärendet. Den som låter bli att anmäla oro, trots att den har skyldighet att göra så, kan göra sig skyldig till tjänstefel.

### Orosanmälan för väntade barn
För myndigheter inom hälso- och sjukvård och socialtjänst, till exempel mödrahälsovård och vuxenpsykiatri, finns möjlighet att utbyta uppgifter för att skydda ett väntat barn, utan hinder av sekretess och utan samtycke från den enskilde (25 kap 12 § och 26 kap 9 § OSL). Bestämmelserna gäller uppgifter om den gravida personen och närstående till denne. Bestämmelserna gäller när uppgifterna krävs för en nödvändig insats till skydd för det väntade barnet. Bakgrund kan vara till exempel missbruk, sjukdom eller livsföring i övrigt som riskerar att skada fostret.